# Madotheca zikanii
Madotheca zikanii là một loài rêu trong họ Porellaceae. Loài này được Herzog mô tả khoa học đầu tiên năm 1924.